# Eleni Witali
Eleni Witali (gr. Ελένη Βιτάλη, ur. 19 września 1954 w Atenach) – jedna z najbardziej znanych współczesnych pieśniarek greckich.
Pochodzi z rodziny muzyków: ojciec Takis Lawidas (gr. Τάκης Λαβίδας) grał na santurze, a matka Lusi Karajeorjiu (gr. Λούση Καραγεωργίου) śpiewała na festiwalach muzyki cygańskiej i ludowej. Eleni jeździła z nimi na koncerty po całej Grecji, grała biegle na santurze. W początku lat 70. wzięła udział w Festiwalu Piosenki w Salonikach z piosenką Choris dekara (gr. Χωρίς δεκάρα) która przyniosła jej sławę i kontrakty wytwórni płytowych. Pierwszy album w 1973 roku zatytułowany Den perisewi ipomoni (gr. Δεν Περισσεύει Υπομονή) nagrała wraz z inną słynną pieśniarką Sotirią Bellou. Ma na swoim koncie ponad 100 płyt z nagraniami pieśni greckich, rebetiko oraz muzyki filmowej.